# Gurinder Chadha
Gurinder Chadha, OBE (Nairobi, 10 de janeiro de 1960) é uma diretora de cinema britânica de origem indiana. A maioria de seus filmes explora a vida de índianos que vivem na Inglaterra. O tema comum entre seus trabalhos mostra os julgamentos de mulheres indianas que vivem na Inglaterra e como elas devem conciliar suas culturas tradicionais e modernas convergentes. Embora muitos de seus filmes pareçam simples comédias peculiares sobre mulheres indianas, na verdade eles abordam muitas questões sociais e emocionais, especialmente aquelas enfrentadas por imigrantes divididos entre dois mundos.
Grande parte de seu trabalho também consiste em adaptações de livro para filme, mas com um toque diferente. Ela é mais conhecida pelos filmes de sucesso Bhaji on the Beach (1993), Bend It Like Beckham (2002), Bride and Prejudice (2004), Angus, Thongs e Perfect Snogging (2008), It's a Wonderful Afterlife (2010), Viceroy's House (2017) e o drama biográfico musical de comédia Blinded by the Light e o programa de televisão Beecham House.

## Biografia
Gurinder Chadha nasceu em Nairobi, Quênia, então uma colônia britânica. Sua família fazia parte da diáspora indiana na África Oriental. Eles se mudaram para Southall, oeste de Londres, quando ela tinha dois anos de idade, onde frequentou a Escola Primária Clifton. O pai de Chadha enfrentou muitos preconceitos por sua aparência de indiano sikh, usando turbante e barba. Eventualmente, a família abriu uma loja para sustento.
Muitos de seus filmes futuros se baseavam em sua experiência pessoal de ser indiana e inglesa ao mesmo tempo, e em como ela lidava com a dualidade de sua identidade. Por exemplo, ela não usava roupas tradicionais indianas e se recusou a cozinhar para sua família. Em sua mente, ter todas as mulheres na cozinha cozinhando enquanto os homens sentavam e comiam era opressiva, embora seja uma parte viva da cultura indiana. Portanto, ela se sentou à mesa com os homens e foi "extremamente sincera". Após se formar na Universidade de East Anglia, Chadha frequentou a London College of Printing em 1984/85 e estudou como pós-graduada.

## Carreira
Depois de iniciar sua carreira na mídia no rádio em meados dos anos 80, Chadha mudou-se para a televisão como repórter da BBC. Ela passou a dirigir documentários premiados para o British Film Institute, BBC e Channel Four, e em 1989 lançou o documentário I'm British But... para o Channel 4, que seguiu a vida de jovens asiáticos britânicos. Em 1990, Chadha criou uma empresa de produção, a Umbi Films. Seu primeiro filme foi o Nice Arrangement (1991), de 11 minutos,  sobre um casamento asiático britânico. Foi selecionado para a seção da crítica do Festival de Cannes em 1991.
Chadha menciona a influência que o filme Purab aur Pachhim teve em seu trabalho, em uma entrevista com Robert K. Elder para o filme que mudou minha vida. 
 ... Há um tipo maravilhoso de qualidade de desejo sobre o que é cultura e os perigos de viver no Ocidente e os perigos do que poderia acontecer. 
 Sua afinidade por histórias sobre famílias também foi atribuída ao seu amor por It's a Wonderful Life.
Seu primeiro longa-metragem, Bhaji on the Beach, ganhou vários prêmios internacionais, incluindo uma indicação ao BAFTA de 'Melhor Filme Britânico de 1994' e o Evening Standard British Film Award de 'Melhor Iniciante no Cinema Britânico'. Chadha recebeu primeiro amplo reconhecimento pelo filme em 1993. Foi o primeiro longa-metragem feito por uma mulher asiática britânica. O filme envolve um dia na vida de mulheres indianas, através de diferentes gerações, e como elas mudam para convergir seus antecedentes culturais com a vida moderna no Reino Unido. Chadha utiliza sutileza e nuances no diálogo e na moda para transmitir o fato de que essas mulheres vêm de uma cultura muito específica. Por exemplo, uma personagem veste uma jaqueta de couro por cima da roupa indiana, mostrando como ela está fundindo suas duas culturas. O preconceito vem de fora e dentro da comunidade indiano-britânica; homens brancos tratam os imigrantes como lixo, enquanto a geração mais velha de mulheres indianas julga a aparência e as ações modernas da nova geração. O papel tradicional da mulher indiana é desafiado pelas visões progressistas das mulheres mais jovens, que tentam se libertar da "opressão" que Chadha lutou para se libertar de si mesma.
Questões de abuso doméstico e superioridade masculina também são exibidas no filme, pois um personagem e seu filho são perseguidos por seu marido abusivo e sua família. Outra personagem, que deve ser médica por seus pais e pela comunidade indiana local, engravida de uma colega de classe negra, que é um tabu na comunidade. O filme era de baixo orçamento, mas recebeu sucesso crítico por assumir estereótipos raciais, imigração e papéis de gênero. Vários grandes projetos se seguiram, principalmente os filmes Bend It Like Beckham (2002) e Bride and Prejudice (2004).
Em 1995, ela dirigiu Rich Deceiver, um drama de duas partes para a BBC, assistido por 11 milhões de telespectadores.
What's Cooking? foi o filme da noite de abertura do Sundance Film Festival de 2000 e foi o primeiro roteiro britânico a ser convidado para o Writer's Lab do Instituto Sundance. O filme foi eleito vencedor do prêmio de audiência conjunta na temporada de 2000 dos críticos de cinema de Nova York (empatado com Billy Elliot), e Chadha ganhou o prêmio de melhor diretor britânico no London Film Critics 'Circle Awards.
Bend It Like Beckham foi o filme britânico com temática indiana, com maior bilheteria e financiamento britânico, já produzido no Reino Unido (antes do sucesso de Slumdog Millionaire). O filme foi um sucesso crítico e comercial internacionalmente, liderando as bilheterias nos Estados Unidos, Austrália, Nova Zelândia, Suíça e África do Sul e ganhando prêmios de filmes favoritos do público nos festivais de Locarno, Sydney e Toronto. O filme recebeu uma indicação ao Globo de Ouro de Melhor Filme (Musical ou Comédia), uma indicação ao BAFTA de Melhor Filme Britânico, uma indicação à Academia Europeia de Cinema de Melhor Filme e uma indicação à Writers Guild of America como Melhor Roteiro Original. Como ''Bhaji on the Beach'', ''Bend it Like Beckham'' apresenta uma mulher indiana-britânica forte, Jess, que tenta realizar seus sonhos enquanto manobra em seus deveres como filha de pais indianos tradicionais. Embora comercializado nos Estados Unidos como um "filme de garota", é considerado na Grã-Bretanha um importante filme pós-feminista que se encaixa perfeitamente no quadro progressivo britânico de 2002. O primeiro-ministro Blair chegou a escrever uma carta de felicitações a Chadha, dizendo: "Adoramos, adoramos, porque esta é a minha Inglaterra". A própria Chadha pretendia que o filme fosse um filme de "poder feminino", que apresenta tanto uma mulher branca quanto uma indiana-britânica lutando por seu sonho compartilhado de jogar futebol profissional. Ele abordou questões de preconceito contra raça e sexualidade, no entanto, permitindo que o filme transcendesse o apelido "chick flick". Os tópicos de união inter-racial e estereotipagem lésbica acrescentam significado ao "filme do poder feminino".
Bride and Prejudice - um filme que casa Jane Austen com musicais indianos e ocidentais - foi o primeiro filme a ser lançado no número um no Reino Unido e na Índia no mesmo dia. Ele tentou fundir Bollywood, Hollywood e uma "sensibilidade britânica" em um filme. Para cada personagem e cena do romance original, Chadha acrescenta um toque indiano. Por exemplo, a diversidade original de classe entre as duas derivações do livro original é transformada em diversidade de raças, tendo a liderança feminina como indiana e o masculino como homem branco. O filme não era para ser um filme real de Bollywood, no entanto. Grande parte do filme é ocidentalizada para um público ocidental. Existem números de Bollywood e números musicais ocidentais inspirados por artistas como "Grease" e "West Side Story".
Ela escreveu o roteiro de A Senhora das Especiarias (2005), (baseado no romance homônimo de Chitra Banerjee Divakaruni ) com Berges, que dirigiu o filme.
Em 2005, ela apareceu no programa da BBC Your London, no qual contou a história de um príncipe sikh que viveu em Londres no século XIX. Em 2006, ela participou da série de genealogia da BBC Who Do You Think You Are? em que ela traçou suas raízes familiares Sikh de volta ao Quênia e antes disso ao Punjab da Índia.
Angus, Thongs e Perfect Snogging - baseado no best-seller internacional, foi lançado mundialmente pela Paramount Pictures em 2008/2009. It's a Wonderful Afterlife estreou no Sundance Film Festival antes de ser lançado internacionalmente em 2010.
Chadha recebeu vários Doutorados Honorários de universidades britânicas e recebeu uma EFC na Lista de Honras do Aniversário da Rainha de 2006 em 17 de junho de 2006 por seus serviços à indústria cinematográfica britânica.
Embora a BBC tenha confirmado que Chadha deveria dirigir a futura adaptação cinematográfica da popular série de televisão Dallas, ela deixou o projeto em 2007.
Atualmente, Chadha está colaborando com o compositor A. R. Rahman e o letrista Stephen Schwartz no primeiro cenário musical da DreamWorks Animation na Índia. Ela anunciou um musical animado intitulado Monkeys of Bollywood, baseado no épico indiano Ramayana. Segundo informações, o musical animado ao estilo de Bollywood se passa em Mumbai e gira em torno de dois macacos que tentam impedir que um demônio antigo conquiste o mundo. É produzido pela DreamWorks Animation.
Seu filme Viceroy's House, um drama épico sobre Independência indiana e partição baseado nos livros Freedom at Midnight de Larry Collins e Dominique Lapierre e The Shadow of the Great Game: The Untold Story of India's Partition de Narendra Singh Sunila, foi lançado em 2017.
Ela foi convidada no Desert Island Discs da BBC Radio 4 em 2015.
Gurinder criou, co-escreveu e dirigiu a série histórica indiana Beecham Hous e, que foi ao ar na ITV em 2019, no mesmo ano dirigiu Blinded by the Light, filme sobre o poder das canções de Bruce Springsteen na vida de Javed Khande, um filme baseado na vida do jornalista britânico-paquistanês Sarfraz Manzoor.
Gurinder é anunciada que irá refazer o filme francês / suíço de 1983, L'Argent, para um filme em inglês hindi, com Anne-Marie como protagonista e Raji James co-estrelando.

## Vida pessoal
Chadha é casada com o roteirista e diretor americano Paul Mayeda Berges, e eles têm gêmeos juntos, um garoto chamado Ronak e uma garota chamada Kumiko, nascidos em 2007. Chadha falou sobre a representação de mulheres na indústria cinematográfica. Em um evento Bird's Eye View de 2017 na Sands Films em Londres, Chadha enfatizou a importância de apoiar ativamente as cineastas no cinema, especialmente no fim de semana de abertura. Ela também observou que as mulheres não podem mais ser passivas na luta pela mudança em uma indústria historicamente dominada por homens.

## Filmografia
- I'm British But... (1989) (TV)
- A Nice Arrangement (1991)
- Acting Our Age (1992)
- Pain, Passion and Profit (1992) (TV)
- Bhaji on the Beach (1993)
- What Do You Call an Indian Woman Who's Funny?  (1994)
- Rich Deceiver (1995) (TV)
- What's Cooking? (2000)
- Bend It Like Beckham (2002)
- Bride and Prejudice (2004)
- A Senhora das Especiarias (2005)
- Paris, je t'aime (2006) (segmento "Quais de Seine")
- Angus, tangas e beijos perfeitos (2008)
- It's a Wonderful Afterlife (2010)
- Desi Rascals (2015) (Documentário de TV)
- Viceroy's House (2017)
- Blinded by the Light (2019)
- Beecham House (2019) (TV)
- Pashmina (Pré-Produção)
- L'Argent (anunciado)

## Aparições
- Sua Londres (2005)
- Koffee com Karan (2005)
- Quem você pensa que é? (2006)
- BBC Ásia (2010)

## Reconhecimento
Em dezembro de 2013, foi eleita uma das 100 mulheres mais influentes do mundo pela BBC.